# Francis Chaperon

Francis Chaperon (ca. 1970)

Francis Virgile Chaperon (* 27. November 1926 in Thun; † 26. Februar 2016) war ein Schweizer Vermessungsingenieur und Hochschullehrer.

## Leben und Werk
Chaperon Vater stammte aus Saint-Gingolph VS. In Thun und später in Bern besuchte Chaperon das Gymnasium, wo er als begeisterter Mathematiker die Mathematikvorlesungen an der Universität Bern bei Hugo Hadwiger besuchte. Nach der Matura studierte Chaperon an der Universität Basel Mathematik, gefolgt von einem Praktikum in Versicherungsmathematik.
Der fehlende Bezug zur praktischen Tätigkeit in der Natur führten Chaperon dazu, ein Studium als Vermessungsingenieur an der ETH Zürich aufzunehmen. Als Werkstudent in Basel, Bern und Zürich musste er das Studium selber finanzieren. Dieses schloss Chaperon 1954 mit Diplom als Vermessungsingenieur ab.
Nach einer Praxis zum Erwerb des Eidgenössischen Patent für Ingenieurgeometer, unterbrochen durch Stellvertretungen als Mathematiklehrer an verschiedenen Schulen, wurde Chaperon Forschungsassistent bei dem Fritz Kobold (1905–1985) am Institut für Geodäsie und Photogrammetrie an der ETH Zürich. Als begeisterter Anhänger der Schweizer Miliz-Armee beschäftigte sich Chaperon mit der «Artillerievermessung» und dem «Armeewetterdienst», dem er als stellvertretender Chef zeitweilig vorstand.
Chaperon wurde 1959 als Hauptlehrer für Vermessung und Mathematik am Zentralschweizerischen Technikum in Luzern, heute Hochschule Luzern – Technik & Architektur gewählt. In Zusammenarbeit mit dem Institut für Angewandte Mathematik der ETH Zürich bearbeitete Chaperon 1969/1970 einen Forschungsauftrag des Schweizerischer Nationalfonds über «Flexible Methoden zur Ausgleichung von Schwerenetzen».
Chaperon wurde auf das Wintersemester 1972/1973 an die ETH Zürich als ordentlicher Professor für Vermessung gewählt und betreute als solcher die Grundausbildung in Vermessung für die Kultur- und Vermessungsingenieure, dies von den ersten Semestern bis zum Schlussdiplom. Ein besonderes Gewicht hatten für Chaperon die Grundlagenfächer Mathematik, Geometrie und Physik und die Querverbindungen der Vermessung zu allen verwandten Wissensgebieten und weiteren Anwendungen. Die von Chaperon durchgeführten sommerlichen Vermessungskurse in den Walliser Alpen gelten als die «Vermessungsära Chaperon».
Am 31. März 1992 wurde Chaperon offiziell von der ETH Zürich verabschiedet. Chaperon engagierte sich während Jahrzehnten als Experte in der Eidgenössischen Prüfungskommission für Ingenieur-Geometer und in der Schweizerischen Geodätischen Kommission. 
Seine letzte Ruhestätte fand Chaperon auf dem Friedhof Hönggerberg.